# Katja Lesjak (pevka)
za smučarko glej Katja Lesjak
Katja Lesjak, slovenska pevka zabavne glasbe, * 1983
Najbolj znana je kot nekdanja pevka skupine Skater.
Nastopa od osmega leta starosti. Bila je eden od številnih otroških pevcev, ki so se pojavili po izjemnem komercialnem uspehu Brendijeve varovanke Hajdi Korošec, edine slovenske otroške pevske zvezde.
Dokončala je nižjo glasbeno šolo, kjer je igrala klavir. Poje v družinskem sestavu na pogrebih.

## Kariera

### Zgodnja leta
Njena starša Laura in Marjan sta se ukvarjala z glasbo. Oče Marjan je bil član ansambla Bratje iz Oplotnice in brat Tineta Lesjaka, vodje tega ansambla.
Katja je prvič nastopila pri osmih letih ob spremljavi očetovega ansambla na domači prireditvi Kmečki običaji. Pela je na Zlatem srčku 93, Zlatem škratu '95, celjskem mednarodnem glasbenem sejmu '94, Nedeljskih 60 in Športnik leta 1998 Slovenske Bistrice.
Pri pisanju glasbe zanjo je sodeloval Edvin Fliser. Lesjakova je nastopila na njegovem koncertu ob 25. obletnici ustvarjanja leta 1994.

### Skupina Skater
Decembra leta 2004 je tekmovala v pevskem resničnostnem šovu Bodi idol na Net TV. Ni zmagala, je pa čez par tednov postala pevka skupina Skuter, ki se je kasneje poimenovala Skater. Skupino je leta 2013 zapustila.

## Zasebno
Odraščala je v Oplotnici. Ima starejšega brata Dejana.
S partnerjem ima hčer.

## Diskografija (kot samostojna ustvarjalka)

### Albumi
- Hišica sredi Pohorja (Sraka, 1994) COBISS
- Nisem jaz za te (Coda, 1999) COBISS

### Kompilacije
- Zlati srček '93 (Helidon, 1993) COBISS

### Singli
- Se spomniš (2016)[3]